# Дегай (монгольский военачальник)
Дегай, Дека (монг. Дэгэй) — монгольский военачальник и нойон-тысячник, один из сподвижников Чингисхана.
Дегай и его младший брат Гучугур происходили из племени бэсут. Их отец был убит воинами тайджиутов, и мать юношей Байдур-хатун, опасаясь за жизнь сыновей, отдала их на службу будущему Чингисхану — молодому нойону Тэмуджину. Став ханом и занявшись распределением должностей среди сподвижников, Тэмуджин поручил Дегаю заведовать всем овечьим хозяйством улуса. За заслуги перед Тэмуджином Дегай с братом впоследствии были пожалованы в нойоны-тысячники. О Дегае Тэмуджин отзывался как о человеке, «не скрывающем и не таящем слышанного и виденного и говорящего то, что думает».
Из «Джами ат-таварих» известно, что у Дегая был сын по имени Удуй, состоявший на службе темником.  

## В культуре
Дегай и его брат Гучугур упоминаются в романе И. К. Калашникова «Жестокий век» (1978).